# أليسيا لاقانو
أليسيا لاقانو (بالإنجليزية: Alicia Lagano)‏ (مواليد 26 مارس 1979)، هي ممثلة أمريكية. اشتهرت بدور كريستينا كاستيلي في مسلسل صباح يوم السبت على شبكة إن بي سي كل شيء عنا (2001) وسيلينا في الدراما التلفزيونية قائمة الزبائن 2012 - 2013.

## سيرتها
ولدت لاغانو في بروكلين ، نيويورك. هي من أصل إيطالي وأيرلندي. في سن العاشرة ، انتقل لاغانو إلى بورتلاند بولاية أوريغون. التحقت لاحقًا بمدرسة بيفيرتون الثانوية قبل تخرجها من مدرسة ويلسون الثانوية في عام 1997. ثم انتقلت إلى لوس أنجلوس ، كاليفورنيا لمتابعة مهنة التمثيل.
بالإضافة إلى ظهورها في كل شيء عنا ، تشمل بعض أرصدة التمثيل التلفزيوني الأخرى الخاصة بها إي آر وبونز والقاضية إيمي ودون أثر و أكذب علي و سي اس آي: التحقيق في موقع الجريمة و تحقيق و ديكستر (حلقتان مثل نيكي والد ؛ 2009) و بريزون بريك (حلقتان باسم أجاثا وارين ، 2009). في عام 2011 ، ألقيت دور سيلينا في الدراما التلفزيونية قائمة الزبائن ، بطولة جينيفر لوف هيويت.

## روابط خارجية
- أليسيا لاقانو على موقع IMDb (الإنجليزية)
- أليسيا لاقانو على موقع ألو سيني (الفرنسية)
- أليسيا لاقانو على موقع أول موفي (الإنجليزية)
- أليسيا لاقانو على موقع قاعدة بيانات الفيلم (الإنجليزية)
- أليسيا لاقانو على موقع كينوبويسك (الروسية)